# Faydor L. Litvin
Faydor L. Litvin (Rússia, 21 de janeiro de 1914 — 26 de abril de 2017) foi um engenheiro mecânico. Distinguished Professor Emeritus do Departamento de Engenharia Mecânica e diretor do Gear Research Center da University of Illinois at Chicago. Amplamente reconhecido como o fundador da área moderna das engrenagens, com contribuições significativas para o desenvolvimento da teoria de mecanismos.